# Tossal del Rei (metropolitana di Valencia)
La stazione di Tossal del Rei è una stazione della linea 6 della metropolitana di Valencia situata nel quartiere Torrefiel di Valencia. È stata inaugurata il 27 settembre 2007. Si trova in Calle del Conde de Lumiares, accanto alla piazza che gli dà il nome, dove due banchine si trovano su entrambi i lati dei binari del tram.